# Minyomerus
Minyomerus (лат.) — род жуков-долгоносиков из подсемейства Entiminae. Северная Америка.

## Описание
Мелкие жуки-долгоносики, длина около 5 мм (самки 2,80–6,49 мм, самцы 2,41–5,82 мм).
Покровы несут прижатые чешуйки, которые имеют субокруглую форму и сзади перекрываются; голова направлена немного вентрально; задние лапки короче, чем задние голени; на всех лапках отсутствуют подушечки щетинок, но имеются толстые щипики.  
Род был впервые описан в 1876 году американским энтомологом Джорджем Генри Хорном (1840—1892). Ассоциированы с такими растениями, как  креозотовый куст (Парнолистниковые), Gutierrezia (Астровые), полынь (Asteraceae). Личинки предположительно питаются на корнях растений. Пустынные регионы юго-западной части Северной Америки (Мексика, США, также обнаружены в Канаде).
- Minyomerus aeriballux Jansen & Franz, 2015)
- Minyomerus bulbifrons Jansen & Franz, 2015)
- Minyomerus caseyi (Sharp, 1891)
- Minyomerus conicollis  Green, 1920
- Minyomerus constrictus (Casey, 1888)
- Minyomerus cracens Jansen & Franz, 2015
- Minyomerus imberbus Jansen & Franz, 2015
- Minyomerus gravivultus Jansen & Franz, 2015
- Minyomerus griseus (Sleeper, 1960)
- Minyomerus laticeps (Casey, 1888)
- Minyomerus languidus  Horn, 1876
- Minyomerus microps (Say, 1831) typus
  - (=Minyomerus innocuus Horn, 1876)
- Minyomerus politus Jansen & Franz, 2015
- Minyomerus puticulatus Jansen & Franz, 2015
- Minyomerus reburrus Jansen & Franz, 2015
- Minyomerus rutellirostris Jansen & Franz, 2015
- Minyomerus trisetosus Jansen & Franz, 2015